# Рисабава
Рисабава (малаял. റിസബാവ; 24 сентября 1966, Кочин, Керала — 13 сентября 2021, Кочин, Керала) — индийский актёр театра, кино и телевидения, снимавшийся в фильмах и сериалах на малаялам.

## Биография
Родился 24 сентября 1966 года в Кочине в семье театрального деятеля К. Е. Мухаммеда Исмаила и его жены Зейнаб. Получил начальное образование в школе Св. Себастьяна в Топампади. 
Ещё в школьные годы начал играть на сцене.
В 1984 году, после нескольких лет в театре, Ризабава снялся в фильме Vishupakshi, который однако так и не был выпущен.
Его полноценный кинодебют состоялся только шесть лет спустя в фильме Dr. Pasupathy (1990) Шаджи Кайласа, где он исполнил одну из главных ролей наряду с ом. В том же году Ризабава сыграл свою самую известную роль — антагониста Джона Хонаи в комедийном триллере In Harihar Nagar режиссёрского дуэта Сиддик-Лал.
С тех пор он снялся более чем в 120 фильмах, в основном играя отрицательные и комические роли. Среди его работ фильмы Champakulam Thachan (1992), Kabooliwala (1993), Bandhukkal Sathrukkal (1993), Aniyan Bava Chetan Bava (1995), Ezhupunna Tharakan (1999), Cover Story (2000), Nerariyan CBI (2005) и The King & the Commissioner (2012).
После того, как количество предлагаемых ему ролей в кино сократилось, актёр переключился на малые экраны и снялся нескольких телесериалах на малаялам. Он также работал как артист дубляжа, озвучивая персонажей в фильмах на малаялам, в основном сыгранных тамильским актёром Талайвасалом Виджаем. За озвучивание его персонажа в фильме Karmayogi он получил кинопремию штата Керала как лучший артист дубляжа в 2010 году. Рисабава также озвучил персонажа Анупама Кхера в фильме Pranayam 2011 года.
Его последний фильмом при жизни стал One (2021) с Маммутти в главной роли.
Актёр скончался после инсульта 13 сентября 2021 в частной больнице Кочина, где проходил лечение из-за болезни почек. У него также был положительный результат на COVID-19.
У него остались жена Джамила Биви, дочь Фируза и зять Сахал.